# Риска Голубовић
Ристана Голубовић, познатија као Риска, је измишљени лик из серије Срећни људи и филма Срећни људи: Новогодишњи специјал. Лик је измислио сценариста ове серије Синиша Павић, а улогу је тумачила Радмила Савићевић.

## Биографија
Риска Голубовић је рођена 1926. у Београду и живи на периферији Београда са својим супругом Аранђелом и четворочланом породицом (сином Вукашином, снајом Лолом и унуцима Небојшом и Ђином).
Она је цео свој живот провела као домаћица, па јој и не смета долазак њеног сина Вукашина Голубовића са својом породицом. Она често улази у сукоб са својим комшијом Михајлом Остојићем, из чега произилазе многе комичне ситуације. Чувена реплика, по којој је позната је: Риска од Ристане, вриска ће тек да настане!